# Рудницька Ольга Федорівна
О́льга Фе́дорівна Рудни́цька (нар. 29 червня 1926, Дніпро)  21 квітня 2004 Чернівці— українська актриса радянських часів, народна артистка УРСР (1982).

## Життєпис
Ольга Федорівна Рудницька народилася 29 червня 1926 року в тодішньому Дніпропетровську (нині Дніпро).
1946 року закінчила Дніпропетровське театральне училище.
Працює в Чернівецькому музично-драматичному театрі їм. О. Кобилянської.
Серед виконаних нею ролей:
- Есмеральда — «Собор Паризької богоматері» за Гюго,
- Харитина — «Наймичка» Карпенка-Карого,
- Марія — «Земля» Кобилянської, в інсценізації В. Василька,
- Ляля Убийвовк — «Нескорена полтавчанка» Лубенського,
- Барба — «Вій, вітерець!» Райніса,
- Луїза — «Підступність і кохання» Шіллера,
- Кабато — «Весілля в Тифлісі» Авксентія Цагарелі.